# Borys Fiedotjew-Jastrzembski
Borys Fiedotjew-Jastrzembski, także Borys Fiedotjew, Borys Jastrzembski, Borys Jastrzębski ps. „Borysław-Drohobycz”, „Jastrzębiec”, „Borys” (ur. 30 stycznia 1911 w Sieradzu, zm. 15 stycznia 1994 w New Jersey) – pierwszy komendant Obwodu Łódź – Miasto Związku Walki Zbrojnej, kapitan NSZ, organizator ruchu oporu w Okręgu Łódzkim podczas II wojny światowej.

## Życiorys
Fiedotjew-Jastrzembski urodził się w Sieradzu w 1911. Jego ojciec w 1914 został powołany na kurs medyczny do Warszawy w związku z wybuchem I wojny światowej, w związku z czym postanowił się do niej przenieść wraz z rodziną. Podczas przejazdu pociągu w kierunku Warszawy dołączono do niego transport rannych żołnierzy rosyjskich, których kierowano do Kaługi, gdzie ostatecznie rodzina się zatrzymała a ojciec Borysa Fjedotjewa został nauczycielem w gimnazjum. Tam Fjedotjew podjął naukę oraz dołączył do hufca harcerskiego im. Jeremiego Wiśniowieckiego. Po zajęciu Kaługi przez bolszewików Fjedotiew działał w konspiracji jako kurier pod pseudonimem „Borysław-Drohobycz”.
W 1923 przeniósł się wraz z rodziną do Łodzi. W 1928 zdał eksternistyczny egzamin maturalny w gimnazjum im. B. Prusa, ukończył kurs szermierki, następnie ukończył kurs działoczynów 10 Kaniowskiego Pułku Artylerii Lekkiej, a następnie przeniósł się do Poznania, gdzie pracował jako sprawozdawca prasowy w Prasie Przemysłowo-Kupieckiej oraz był wolnym słuchaczem na Uniwersytecie Poznańskim. W 1929 został redaktorem sprawozdawcą. W 1932 został powołany do wojska i uczęszczał do Szkoły Podchorążych Rezerwy Piechoty w Zambrowie w latach 1932–1934 oraz odbył roczny kurs jazdy konnej, kurs dowódców kompanii w 28 Pułku Strzelców Kaniowskich (1936) oraz 3-miesięczny kurs przeciwpancerny CWF Bielany.
W latach 1936–1937 był komendantem powiatowym Państwowego Urzędu Wychowania Fizycznego i Przysposobienia Wojskowego Dowództwa Okręgu Korpusu IV, następnie komendantem Obwodu PW i WF Łódź-miasto (1937–1939). W 1938 uczestniczył w kursie wywiadowczym w Warszawie oraz tłumaczył tajne dokumenty z języka rosyjskiego na polski, ponadto był przygotowywany do pracy w Rosji. W 1939 był instruktorem tzw. żywych torped – oddziałów dywersyjnych dalekiego zasięgu. W czerwcu 1939 w Łodzi organizował Narodowe Oddziały Obrony oraz współpracował z konsulem czechosłowackim na rzecz organizacji Legionu Czechosłowackiego. Przyczynił się również do aresztowania sowieckiej szpieg – Lidii Szwełowej.
Od wybuchu II wojny światowej był oficerem Dowództwa Okręgu Korpusu nr IV oraz porucznikiem piechoty służby stałej. Uczestniczył w obronie Warszawy w 1939, podczas której dostał się do niewoli, i z której uciekł w październiku 1939. Przeniósł się do Łodzi gdzie współorganizował Związek Walki Zbrojnej w Łodzi, Brzezinach, Koluszkach i Łęczycy, podając się jednocześnie za członka Prasy Handlowej i Stowarzyszenia Biznesu oraz kupca węglowego, co umożliwiło mu swobodne podróżowanie po okręgu łódzkim.
Został aresztowany 27 lutego 1940, pod zarzutem działalności szpiegowskiej na rzecz zagranicznych mocarstw, a następnie przetrzymywany przez 10 miesięcy i osadzony w KL Mathausen, gdzie zaangażował się w działalność organizacji „Obrona”, angażującej się w samoobronę i przekazywanie tajnych informacji. Po ucieczce z obozu 2 dni przed jego wyzwoleniem podjął współpracę z Amerykanami, zostając tłumaczem rosyjsko-angielskim oraz mężem zaufania. Następnie wraz z kapitanem Stefanem Bojakowskim wyjechał do Czechosłowacji, gdzie dołączył do Brygady Świętokrzyskiej, w której od czerwca 1945 był kwatermistrzem i tłumaczem języka angielskiego w IV batalionie. W sierpniu 1945 został oficerem żywnościowym w 4 kompanii kapitana Gustawa, a od września 1945 był oficerem w dyspozycji kwatermistrza Brygady Świętokrzyskiej, zostając następnie jego zastępcą. W grudniu 1945 został kapitanem ze starszeństwem. W maju 1946 został zastępcą dowódcy Center 192 Erlangen.
W 1952 przeprowadził się do Stanów Zjednoczonych, gdzie pracował w odlewni łożysk kolejowych, a następnie prowadził własny sklep. Następnie prowadził duży sklep w Jersey City. W Stanach Zjednoczonych zmienił nazwisko na Jastrzembski – przyjął je po swojej matce. Decyzja ta wiązała się z faktem, iż jego rosyjskie nazwisko źle kojarzyło się w okresie zimnej wojny. W 1974 przeniósł się do Kanady.

## Życie prywatne
Jego ojcem był Aleksander Fiedotjew, matką zaś Anna z domu Jastrzębska. Związał się z Polką pochodzącą z Wołynia, z którą miał dwie córki: Barbarę oraz Christinę Jastrzembską – polsko-kanadyjską aktorkę.
Prochy jego i jego żony zostały pochowane 9 września 2014 na cmentarzu w Pyzdrach.